# Protosilvius longipalpis
Protosilvius longipalpis är en tvåvingeart som först beskrevs av Macquart 1848.  Protosilvius longipalpis ingår i släktet Protosilvius och familjen bromsar. Inga underarter finns listade i Catalogue of Life.